# Suhas Chatterjee
Suhas Chatterjee (Calcutta, 1925 – ...) è stato un pallanuotista indiano, che ha partecipato alle Olimpiadi di Londra 1948.